# Uca vocator
Uca vocator är en kräftdjursart som först beskrevs av J. F. W. Herbst 1804.  Uca vocator ingår i släktet vinkarkrabbor, och familjen Ocypodidae. Inga underarter finns listade i Catalogue of Life.